# Абдулла, Абдул Самад
Абдул Самад Абдулла (англ. Abdul Samad Abdulla; 10 марта 1946 — 25 августа 2013, Сингапур) — министр иностранных дел Мальдив (2012—2013).

## Биография
Окончил Ленинградский медицинский институт и достиг степень магистра, затем получил степень магистра общественного здравоохранения в Королевском институте тропической медицины в Антверпене, Бельгия.
Поступил на государственную службу в Министерство здравоохранения, где прошёл путь до генерального директора Службы медицинских услуг (Health Services).
Продолжил карьеру во Всемирной организации здравоохранения (ВОЗ): являлся координатором по борьбе с инфекционными заболеваниями в региональном бюро ВОЗ в Нью-Дели. Активно участвовал в процессе пересмотра Международных медико-санитарных стандартов (IHR 2005) и в июне 2005 г. принял участие в заседаниях Межправительственной рабочей группы по принятию Международных медико-санитарных правил.
В 2008—2009 гг. — Верховный комиссар Мальдив в Народной Республики Бангладеш. В 2012 г. был назначен министром иностранных дел Мальдивской Республики.